# Alienus Caecina
Aulus Cæcina Alienus est un général romain né vers 40 à Vivetia (aujourd'hui Vicence), et tué par Titus à Rome en 79 à la fin d'un repas. Il est connu pour avoir participé aux luttes de pouvoir pendant l'année des quatre empereurs en 69 entre Vitellius et Othon.

## Biographie
Il est encore questeur en Bétique, lorsque, rallié à Galba, ce dernier le place à la tête d'une des légions de Germanie supérieure, la Legio IV Macedonica. Le personnage est décrit par Tacite dans les Histoires : c'est un « cerveau brûlé », il est avide de combattre, ambitieux mais aussi modeste.
Il est, avec Fabius Valens, l'un des deux généraux auxquels l'empereur Vitellius, désigné par les légions de Germanie, a confié les légions pour vaincre Othon en 69. Au départ de Germanie, il fond sur les Helvètes qu'il massacre dans une manœuvre en tenaille. Il fait attaquer leurs arrières par les cavaliers rhétiques : plusieurs milliers d'Helvètes sont tués et plusieurs milliers sont vendus à l'encan. Il épargne Aventicum (Avenches), leur capitale. Les Helvètes doivent leur salut à leur talentueux député Claudius Cossus. Cæcina reste quelques jours chez les Helvètes.
À la bataille de Bedriac, Cæcina arrive en avant-garde sur le Pô. Il le passe et après avoir sondé la fidélité des armées othoniennes, mène le siège de Plaisance. Mais il est repoussé avec d'importantes pertes et se retire pour éviter la honte. Il retraverse le Pô pour fondre sur Crémone mais se désespère de l'affront fait à son armée. Il craint que la conséquence de cette déroute ne favorise son rival Fabius Valens. Après la victoire de Bedriac et le suicide d'Othon, il cherche la popularité au sein de ses troupes tandis que Fabius Valens tente de cacher le déshonneur de ses rapines.
Cæcina et Valens, de retour à Lugdunum accueillent Vitellius. Ils sont à Bologne peu de temps après et font donner des spectacles dans des amphithéâtres (peut-être construits par la 13e légion inactive). Vitellius voit les jeux ordonnés par Cæcina et se fait conduire à Bedriac pour voir les lieux de la bataille. Cæcina et Fabius Valens l'accompagnent pour lui commenter les manœuvres.
Arrivés à Rome, Cæcina et Valens arrivent à influencer le choix de la tête de la garde prétorienne et ne laissent à Vitellius aucune autorité. Mais Valens semble avoir plus de pouvoir que Cæcina car il l'avait tiré du danger à la bataille de Bedriac où Cæcina était arrivé en avant-garde et avait subi d'importants revers. Ils font donner tous deux des spectacles de combats de gladiateurs pour célébrer l'anniversaire de l'empereur.
À la nouvelle de l'invasion de l'Italie par Antonius Primus qui soutient Vespasien déjà proclamé empereur, Vitellius envoie ses deux fidèles généraux Fabius Valens et Cæcina en campagne, mais les légions de Germanie sont fatiguées et ne feront pas le poids face aux légions de Mésie et de Dalmatie.
Flavius Sabinus parvient à convaincre Cæcina de trahir Vitellius et soutenir Vespasien. Cæcina possède tout de même de nombreuses troupes et se range du côté de Vespasien. Il entraîne avec lui Lucilius Bassus, commandant des forces navales d'Adriatique et de Méditerranée, frustré de ne pas avoir reçu de promotion (notamment la préfecture du prétoire à Rome).
Titus, fils de Vespasien et futur empereur, intimement lié à la politique de son père, met en place des services secrets pour supprimer les individus dont il soupçonne l'ambition. Ces services deviennent spécialistes des campagnes d'intoxications visant à discréditer des individus dont l'assassinat devient alors légitime aux yeux des Romains. Cæcina reste un homme dangereux aux yeux de Titus qui l'invite à diner chez lui. Alors que Cæcina sort de la salle à manger, il se fait percer de coups et succombe.